# Гомес-Матеувс, Лусина да Коста
Лусина да Коста Гомес-Матеувс (нидерл. Lucina da Costa Gomez-Matheeuws, 5 апреля 1929 — 7 января 2017, Виллемстад, Кюрасао, Нидерландские Антильские острова) — государственный деятель Нидерландских Антильских островов, премьер-министр Нидерландских Антильских островов (1977).

## Биография
Работала в королевской судоходной компании Нидерландов. В 1948 г. поступила на государственную службу в Верховный Суд. В 1951 и 1952—1954 гг. являлась секретарем председателя Правительственного совета Нидерландских Антильских островов.
В 1960 г. вышла замуж за первого премьер-министра Нидерландских Антильских островов Мойзеса Фруменсио да Коста Гомеса.
В 1966 г. возглавила департамент образования и науки.
Являлась членом Национальной народной партии, с 1971 по 1976 г. являлась ее вице-президентом. Избиралась членом парламента (1969—1970, 1971. и 1973). В июне-июле 1971 г. была членом Совета острова Кюрасао.
Входила в состав правительства страны:
- 1970—1977 гг. — министр здравоохранения и окружающей среды,
- 1971—1977 гг. — министр благосостояния, молодежи, спорта и досуга.

Инициировала принятия закона о браке, который расширял права женщин.
В августе 1977 г. непродолжительное время исполняла обязанности премьер-министра Нидерландских Антильских островов. Одновременно являлась министром по общим вопросам, а также отвечала за иностранные дела и оборону. Позже она входила в состав Консультационного Совета.